# Diccionario geográfico histórico de Navarra
El Diccionario geográfico histórico de Navarra es una obra de Teodoro Ochoa de Alda, publicada por primera vez en 1842.

## Descripción
La obra, compuesta por Teodoro Ochoa de Alda, salió de su propia imprenta, sita en Pamplona, en 1842. Sobre su alcance, dice lo siguiente en el prólogo:

He descrito las merindades, valles, cendeas, ciudades, villas, lugares, caserios, despoblados, montes y rios aun con los motes con que generalmente son conocidos, produccion de su terereno, escuelas, núm.º de alumnos, renta de los maestros, parroquias, y en muchos artículos relativos á cada pueblo van apuntados ligeramente sus acontecimientos antiguos ó particularidades que merecen alguna atencion, sirviendome de guia la relacion de la academia y valiéndome de cuanto ha dado á luz el erúdito y laborioso D. José Yanguas y Miranda secretario de la Exma. Diputacion de Navarra.
(Ochoa de Alda, 1842)

Comienza el repaso con Abaicagua y concluye casi trescientas páginas después con Zuza. Incluye, además, un apeo general de la población por fuegos o vecinos y un itinerario con guía de caminos de Navarra. «No [...] puedo vanagloriarme de mi exactitud, pero al menos seame permitido proponer que me he aproximado mas á lo cierto; y siempre tendré la satisfaccion de haber procurado con mis esfuerzos formar de este pais un Diccionario separado ó particular, que quizás sirva de guia á otra pluma mas aventajada que la mia», señala.

### Abreviaturas
La obra se vale a lo largo del texto en las siguientes abreviaturas:
| «c.» por «ciudad» «v.» por «villa» «l.» por «lugar» «señ.» por «señorío» «m.» por «merindad» «desp.» por «despoblado» «pal.» por «palacio» «(v.)» por «villa separada» «S.» por «Sangüesa» | «P.» por «Pamplona» «O.» por «Olite» «E.» por «Estella» «T.» por «Tudela» «gr.» por «granja» «a.» por «almas» «vll.» por «valle» «cas.» por «caserío» «cend.» por «cendea» | «conf.» por «confina» «leg.» por «legua» «n.» por «norte» «n. e.» por «nordeste» «n. o.» por «noroeste» «e.» por «este» «o.» por «oeste» «s.» por «sur» «s. o.» por «sudoeste» |